# Tianjin Tianhai Zuqiu Julebu
Il Tianjin Tianhai Zuqiu Julebu (天津天海足球俱乐部S, Tiānjīn Tiánhài Zúqiú JùlèbùP), a volte tradotto come Tianjin Tianhai Football Club, è stata una società calcistica cinese con sede a Tientsin. Ha militato nella Super League, la massima divisione del campionato cinese di calcio.
Fondata il 6 giugno 2006 con il nome di Hohhot Binhai Football Club, la squadra giocava le partite interne allo Haihe Educational Football Stadium, impianto da 30 000 posti.
Il 12 maggio 2020 ha dichiarato bancarotta, dopo l'arresto del presidente Shu Yuhui e 17 collaboratori.

## Denominazione
- Dal 2006 al 2007: Huhehaote Binhai Zuqiu Julebu (呼和浩特滨海足球俱乐部S; Hohhot Binhai Football Club)
- Nel 2008: Tianjinshi Tuan Po Xincheng Zuqiu Julebu (天津市团泊新城足球俱乐部S)
- Dal 2009 al 2015: Tianjin Songjiang Zuqiu Julebu (天津松江足球俱乐部S; Tianjin Songjiang Football Club)
- Dal 2016 al 2018: Tianjin Quanjian Zuqiu Julebu (天津权健足球俱乐部S; Tianjin Quanjian Football Club)
- Dal 2019 al 2020: Tianjin Tianhai Zuqiu Julebu (天津天海足球俱乐部S; Tianjin Tianhai Football Club)

## Storia
Il 6 giugno 2006 la compagnia Tianjin Binhai Holdings Limited costituì ad Hohhot un club denominato Hohhot Binhai, nominandone allenatore Han Jinming. La squadra, che si stabilì all'Hohhot People's Stadium si iscrisse alla terza serie del campionato cinese di calcio nel 2007. Il 5 maggio 2007 la compagnia ha assunto il controllo del club Tianjin Songjiang Sports Culture Industry Co. Ltd, assumendo come general manager del club Hao Haidong. Il club si è piazzato quinto nel primo campionato, andando incontro ad una serie di cambiamenti. Il nuovo presidente Hao Haidong affidò a Han Jinming il ruolo di general manager e a Zhang Xiaorui quello di allenatore. Il club si è quindi trasferito a Tianjin, all'Hedong Sports Centre.
Il 7 luglio 2015 il club è stato rilevato da Quanjian Nature Medicine, alla seconda avventura calcistica dopo aver sponsorizzato il Tianjin Teda F.C. e aver concluso burrascosamente il suo rapporto con quest'ultimo club il 30 giugno 2015.
All'inizio della stagione 2016 del campionato cinese il club è stato completamente rinnovato, cambiando stemma, colori sociali e allenatore, individuato nel brasiliano Vanderlei Luxemburgo, oltre ad acquistare i calciatori Luís Fabiano, Jádson Rodrigues da Silva, Zhao Xuri e Sun Ke. Il 7 giugno 2016 Luxemburgo è stato esonerato e sostituito dall'italiano Fabio Cannavaro, che ha preso il Tianjin Quanjian al dodicesimo posto e lo ha condotto in vetta alla classifica. Il 22 ottobre 2016, battendo il Meizhou Hakka per 3-0, la squadra ha vinto il campionato cinese di seconda divisione, la China League One, venendo dunque promossa in Chinese Super League. Nel gennaio 2017 il club ha ingaggiato il brasiliano Alexandre Pato mentre nel giugno del 2017 il club ha ingaggiato il francese Anthony Modeste per 35 milioni di euro.
All'inizio della stagione 2017 il club ha cambiato colori sociali dal celeste al rosso.
Nel dicembre 2018 Quanjian Group fu accusato di marketing illegale e falsa propaganda. Dopo l'arresto del capo dell'azienda, Shu Yuhui, nel gennaio 2019, il club ha chiesto e ottenuto dalla federcalcio cinese il cambio di denominazione della squadra in Tianjin Tianhai.

## Organico

### Rosa
Aggiornata al 16 marzo 2019.
| N. |                    | Ruolo | Calciatore          |
| -- | ------------------ | ----- | ------------------- |
| 1  | Cina (bandiera)    | P     | Zhang Lu (capitano) |
| 2  | Cina (bandiera)    | C     | Wu Wei              |
| 3  | Cina (bandiera)    | D     | Wang Jie            |
| 5  | Cina (bandiera)    | D     | Zhang Chenglin      |
| 6  | Cina (bandiera)    | C     | Pei Shuai           |
| 7  | Brasile (bandiera) | A     | Alan                |
| 8  | Cina (bandiera)    | C     | Yao Junsheng        |
| 9  | Cina (bandiera)    | A     | Yang Xu             |
| 11 | Brasile (bandiera) | C     | Renatinho           |
| 12 | Cina (bandiera)    | D     | Yan Zihao           |
| -  | Cina (bandiera)    | D     | Wen Jiabao          |
| 16 | Cina (bandiera)    | C     | Zheng Dalun         |
| -  | Cina (bandiera)    | C     | Zhang Xiaobin       |
| 18 | Cina (bandiera)    | D     | Zhang Cheng         |

| N. |                          | Ruolo | Calciatore     |
| -- | ------------------------ | ----- | -------------- |
| 19 | Cina (bandiera)          | C     | Wang Xiaolong  |
| 20 | Cina (bandiera)          | C     | Zhang Yuan     |
| 21 | Corea del Sud (bandiera) | D     | Kwon Kyung-won |
| 22 | Cina (bandiera)          | P     | Fang Jingqi    |
| 23 | Cina (bandiera)          | D     | Qian Yumiao    |
| 25 | Cina (bandiera)          | D     | Mi Haolun      |
| 26 | Cina (bandiera)          | C     | Liao Lisheng   |
| 30 | Cina (bandiera)          | C     | Song Boxuan    |
| 31 | Cina (bandiera)          | D     | Wen Junjie     |
| 32 | Cina (bandiera)          | P     | Sun Qibin      |
| 33 | Cina (bandiera)          | D     | Chu Jinzhao    |
| 35 | Cina (bandiera)          | P     | Ma Zhen        |
| 38 | Cina (bandiera)          | C     | Sun Ke         |
| 39 | Cina (bandiera)          | C     | Wang Yongpo    |

## Allenatori
- Han Jinming (2007)
- Zhang Xiaorui (2008–09)
- Hao Haidong (Traghettatore) (2010)
- Patrick de Wilde (2010–11)
- Hao Haitao (2012)
- Pei Encai (2013)
- Zhang Xiaorui (Traghettatore) (2013)

- Gianni Bortoletto (15 Marzo 2014, –14 Giugno 2014)
- Manuel Cajuda (23 Giugno 2014 – 6 Novembre 2014)
- Dražen Besek (15 Dicembre 2014 – 6 Maggio 2015)
- Sun Jianjun (Traghettatore) (6 Maggio 2015 – 12 Maggio 2015)
- Goran Tomić (2015)
- Vanderlei Luxemburgo (2016)
- Fabio Cannavaro (2016–2017)
- Paulo Sousa (2017-2018)

## Risultati
- Alla fine della Stagione 2016.[15][16]

| Anno | Divisione | Pld | V  | P  | S  | GF | GA | GD | Pts | Pos | FA Cup | Super Cup | Asia | Att./G | Stadio                                                             |
| ---- | --------- | --- | -- | -- | -- | -- | -- | -- | --- | --- | ------ | --------- | ---- | ------ | ------------------------------------------------------------------ |
| 2007 | 3         | 14  | 4  | 6  | 4  | 19 | 19 | 0  | 18  | 5   | NH     | DNQ       | DNQ  |        | Hohhot People's Stadium                                            |
| 2008 | 3         | 18  | 12 | 2  | 4  | 36 | 14 | 22 | 29  | 5   | NH     | DNQ       | DNQ  |        | Hedong Sports Centre                                               |
| 2009 | 3         | 14  | 4  | 7  | 3  | 18 | 15 | 3  | 18  | 9   | NH     | DNQ       | DNQ  |        | Shuidi Outer Stadium                                               |
| 2010 | 3         | 19  | 11 | 5  | 3  | 32 | 12 | 20 | 35  | 2   | NH     | DNQ       | DNQ  |        | Tianjin Olympic Outer Stadium                                      |
| 2011 | 2         | 26  | 5  | 10 | 11 | 23 | 31 | −8 | 25  | 12  | R1     | DNQ       | DNQ  |        | Tianjin Olympic Center Stadium                                     |
| 2012 | 2         | 30  | 12 | 9  | 9  | 27 | 24 | 3  | 45  | 6   | R2     | DNQ       | DNQ  | 2,998  | Tianjin Tuanbo Football Stadium                                    |
| 2013 | 2         | 30  | 8  | 11 | 11 | 31 | 36 | −5 | 35  | 10  | R3     | DNQ       | DNQ  | 2,247  | Tianjin Tuanbo Football Stadium Haihe Educational Football Stadium |
| 2014 | 2         | 30  | 12 | 7  | 11 | 39 | 33 | 6  | 43  | 7   | R3     | DNQ       | DNQ  | 2,511  | Tianjin Tuanbo Football Stadium                                    |
| 2015 | 2         | 30  | 9  | 9  | 12 | 28 | 33 | −5 | 36  | 9   | R3     | DNQ       | DNQ  | 7,369  | Tianjin Tuanbo Football Stadium                                    |
| 2016 | 2         | 30  | 18 | 5  | 7  | 61 | 27 | 34 | 59  | 1   | QF     | DNQ       | DNQ  | 12,165 | Haihe Educational Football Stadium                                 |
| 2017 | 1         | 30  | 15 | 9  | 6  | 46 | 33 | 13 | 54  | 3   | QF     | DNQ       | DNQ  | 24,877 | Haihe Educational Football Stadium                                 |
| 2018 | 1         | 30  |    |    |    |    |    |    |     |     | R16    | DNQ       |      |        | Haihe Educational Football Stadium                                 |

## Palmarès

### Competizioni nazionali
- China League One: 1

2016

### Altri piazzamenti
- Campionato cinese:

Terzo posto: 2017
- China League Two:

Secondo posto: 2010